# Apronia de Toul
Apronia de Toul, também chamada de Evronie de Troyes, foi uma freira e santa do século VI. Ela nasceu em Tranquille, uma vila em Trier, Alemanha. O seu irmão foi o Santo Aprus de Toul, um bispo de Toul, no nordeste da França, de quem ela recebeu o véu. A hagiógrafa Sabine Baring-Gould disse de Apronia: "Atraída pelo seu amor a Cristo para uma vida religiosa, ela levou na terra uma vida virginal e angelical, em imitação do seu irmão, um homem da mais alta santidade. Durante a sua vida amou a inocência, a pureza e a santidade, algo que preservou até à morte ”. Ela morreu num convento em Troyes, a cerca de 140 km (87 mi) a sudeste de Paris, em ano desconhecido, num dia 15 de julho, e foi consagrada em Toul pelo bispo Saint Gerard em 992. Ela é a padroeira das mulheres em trabalho de parto e outros perigos.